# Babai (película)
Babai es una película dramática de 2015 coproducida internacionalmente y dirigida por Visar Morina. Morina ganó el Premio al Mejor Director en la 50.ª edición del Festival Internacional de Cine de Karlovy Vary. La película fue seleccionada como la entrada de Kosovo a la Mejor Película en Lengua Extranjera en la 88.ª edición de los Premios Óscar, pero no fue nominada. Es la película kosovar más cara producida, con un presupuesto de 1,7 millones de euros.

## Sinopsis
Nori, un niño de 10 años, y su padre Gezim, son vendedores ambulantes en el Kosovo de los años 90, durante el régimen de Milosevic. El padre quiere encontrar la forma de emigrar ilegalmente a Alemania y su hijo hace todo lo posible para poder estar con él. Atrapados entre el deseo de vivir juntos y la necesidad de hacer frente a la dureza de la realidad, la relación padre-hijo llega a un punto en que nada entre ellos es como antes.

## Reparto
- Val Maloku como Nori
- Astrit Kabashi como Gezim
- Adriana Matoshi como Valentina
- Enver Petrovci como Adem
- Xhevdet Jashari como Bedri